# Пшижече (Західнопоморське воєводство)
Пшижече (пол. Przyrzecze) — село в Польщі, у гміні Бжежно Свідвинського повіту Західнопоморського воєводства.
Населення — 82 особи (2011).

## Демографія
Демографічна структура станом на 31 березня 2011 року:
|          | Загалом | Допрацездатний вік | Працездатний вік | Постпрацездатний вік |
| -------- | ------- | ------------------ | ---------------- | -------------------- |
| Чоловіки | 43      | 11                 | 30               | 2                    |
| Жінки    | 39      | 10                 | 23               | 6                    |
| Разом    | 82      | 21                 | 53               | 8                    |